# Italian Love
Italian Love è un cortometraggio muto del 1914 diretto da Harry A. Pollard che ne anche uno dei protagonisti insieme alla moglie Margarita Fischer, a Joe Harris e a Fred Gamble.

## Trama
Maria, la proprietaria di un ben avviato negozio di frutta, ha come pretendenti due focosi italiani, Angelo, commerciante in statuine, e Luigi, un musicista di strada. Il primo, geloso perché la bella fruttivendola gli preferisce Luigi, si vendica rubando al rivale la scimmietta e l'organetto. Poco tempo dopo, dall'Italia arriva Tony Spezotti, il cugino di Angelo. Questi, approfittando dell'ingenuità di Tony, vuole usarlo e lo manda a suonare in strada fornito dell'organetto di Luigi e della sua scimmia. Nei suoi giri, Tony si ferma anche davanti al negozio di Maria. Mentre l'organo suona una canzone popolare, Luigi la sente e corre a indagare. Vede le sue cose e fa arrestare l'innocente Tony.

Alla stazione di polizia Tony convince i poliziotti che il colpevole deve essere suo cugino che viene a sua volta arrestato. Quando arriva, tra lui e Luigi nasce una furibonda lotta: vengono divisi e chiusi in cella.

Maria piange per l'arresto dell'amato Luigi e il suo dolore colpisce anche Tony, che cerca di consolarla. Dopo una settimana, il povero e bistrattato Tony è diventato il proprietario del negozio: con orgoglio mostra il certificato di matrimonio che adorna una parete accanto alla licenza del negozio di frutta. I due rivali devono rendersi all'evidenza e Maria consegna loro, come consolazione, due bei limoni per ricordo.

## Produzione
Il film fu prodotto dall'American Film Manufacturing Company (come Beauty).

## Distribuzione
Distribuito dalla Mutual, il film - un cortometraggio in una bobina - uscì nelle sale cinematografiche degli Stati Uniti il 4 marzo 1914.